# Exo's Showtime
```

```

EXO's Showtime é um programa de reality show da Coreia do Sul estrelado pelos integrantes do grupo masculino Exo, foi transmitido pelo canal de pagamento MBC Every 1 a partir de 28 de novembro de 2013 até 13 de fevereiro de 2014.
O programa consiste em que os membros devem responder perguntas feitas por fanáticos, bem como entre outras coisas, como missões ou tarefas que apresentaram no programa. Os membros da EXO foram escolhidos para a primeira temporada e estreia do programa. No episódio 1 houve aparições especiais de Lee Tae-min de SHINee, Eunhyuk e Donghae de Super Junior e finalmente Max Changmin e U-Know Yunho da TVXQ.

## Lista de episódios
| Data                    | Episódio | Notas |
| ----------------------- | -------- | --- |
| 28 de novembro de 2013  | 1        | Discussão sobre sua aparência, mostre seu aceno para os fãs, faça um concurso de frango e crie seu próprio lema de showtime. |
| 5 de dezembro de 2013   | 2        | Os meninos mostram o que fazem no seu tempo livre.                                                                           |
| 12 de dezembro de 2013  | 3        | Surpresa para o aniversário de Chanyeol.                                                                                     |
| 19 de dezembro de 2013  | 4        | Dando seus presentes, concurso de força e quem é o mais chorão.                                                              |
| 26 de dezembro de 2013  | 5        | Visite a praia, jogue alguns jogos e os perdedores teriam que entrar na água no meio do inverno.                             |
| 2 de janeiro de 2014    | 6        | Segunda parte do episódio 5.                                                                                                 |
| 9 de janeiro de 2014    | 7        | Um passeio dos quatro membros chineses por Seul, liderado por D.O. e Baekhyun.                                               |
| 16 de janeiro de 2014   | 8        | Discuta seus objetivos para 2014.                                                                                            |
| 23 de janeiro de 2014   | 9        | EXO na sala de prática, responderam às perguntas e jogaram um jogo que os membros chineses não conheciam. (007 Bang!)        |
| 30 de janeiro de 2014   | 10       | Eles vão a boliche e a uma casa assombrada.                                                                                  |
| 6 de fevereiro de 2014  | 11       | Telepatia e um pequeno karaoke.                                                                                              |
| 13 de fevereiro de 2014 | 12       | Episódio final. Eles se lembraram de tudo o que fizeram e escolheram o que queriam fazer.                                    |